# Тель-Авив — Ха-Хагана
Тель-Авив — Ха-Хагана (ивр. תחנת הרכבת תל אביב – ההגנה‎) — железнодорожная станция в Тель-Авиве, Израиль.
В среднем пассажиропоток достигает около 7,6 тысяч человек в сутки. Станция открыта в 2002 году.
Станция расположена на пересечении трассы Аялон с ул. Ха-Хагана. Находится неподалёку от центрального автовокзала Тель-Авива.
На верхнем уровне станции - закрытый зал ожидания, откуда пассажиры спускаются на эскалаторах на платформы.